# أندرياس تاكاس
أندرياس تاكاس (بالمجرية: Takács András)‏ هو دراج مجري، ولد في 3 يوليو 1945 في بودابست في المجر، وتوفي في 12 مايو 2015.

## وصلات خارجية
- أندرياس تاكاس على موقع أرشيف الدراجات (الإنجليزية)
- أندرياس تاكاس على موقع إحصائيات الدراجات الإحترافية (الإنجليزية)
- أندرياس تاكاس على موقع SpeedSkatingBase.eu (الإنجليزية)
- أندرياس تاكاس على موقع SpeedSkatingNews.info (الإنجليزية)
- أندرياس تاكاس على موقع SpeedSkatingStats.com (الإنجليزية)
- أندرياس تاكاس على موقع أوليمبيديا (الإنجليزية)